# 网格歧裂灰包属
网格歧裂灰包属（学名：Dictyocephalos）是歧裂灰包科下的一个属。

## 下属物种
本属包括以下物种：
- 网格歧裂灰包 Dictyocephalos attenuatus (Peck) Long & Plunkett